# Doi Toshikatsu
Doi Toshikatsu est un nom japonais traditionnel ; le nom de famille (ou le nom d'école), Doi, précède donc le prénom (ou le nom d'artiste).
Doi Toshikatsu (土井 利勝, 19 avril 1573-12 août 1644) est un fonctionnaire de haut rang du shogunat Tokugawa durant les premières années de l'époque d'Edo et l'un des principaux conseillers de Hidetada, deuxième shogun Tokugawa.

## Biographie
Fils adopté de Doi Toshimasa, Toshikatsu passe généralement pour être le fils biologique de Mizuno Nobumoto, bien que certains prétendent qu'il est un fils illégitime du shogun Tokugawa Ieyasu. Il sert le shogunat en tant que conseiller du shogun Tokugawa Hidetada pendant de nombreuses années et joue un rôle important dans la communication et la supervision de l'application de la politique shogunale à travers le pays. Doi aide également aux relations commerciales et diplomatiques entre le Japon et le royaume d'Ayutthaya de Thaïlande. Il perd beaucoup de son influence et de pouvoir à la mort de Hidetada en 1632. Six ans plus tard, cependant, Doi devient l'un des premiers à être nommé au poste nouvellement créé de tairō (« grand ancien ») et est fait daimyo (seigneur féodal) du domaine de Koga dans la province de Shimōsa, avec un revenu de 160 000 koku.